# Maschinenfabrik Johannisberg
Die Maschinenfabrik Johannisberg war ein Hersteller von Druckmaschinen. Die Firma geht auf eine im Jahre 1846 von Johann Klein († 1896) und Johann Forst (1814–1879) gegründete Maschinenfabrik für Druckmaschinen in Johannisberg-Grund zurück.
Mit dem Bau der Alten Werkshalle in Geisenheim im Jahre 1906 hatte die Firma dort ihren Standort. Im Jahre 1913 firmierte das Unternehmen als Maschinenfabrik Johannisberg GmbH. In den 50er Jahren fusionierte das Unternehmen zur Miller Johannisberg Druckmaschinen GmbH, bis das Unternehmen nach einer Übernahme durch MAN Ende des Jahres 1989 MAN Miller Druckmaschinen GmbH hieß. Im Jahre 2006 wurde durch manroland der Standort Geisenheim aufgelöst.

## Geschichte

### Anfänge in Johannisberg

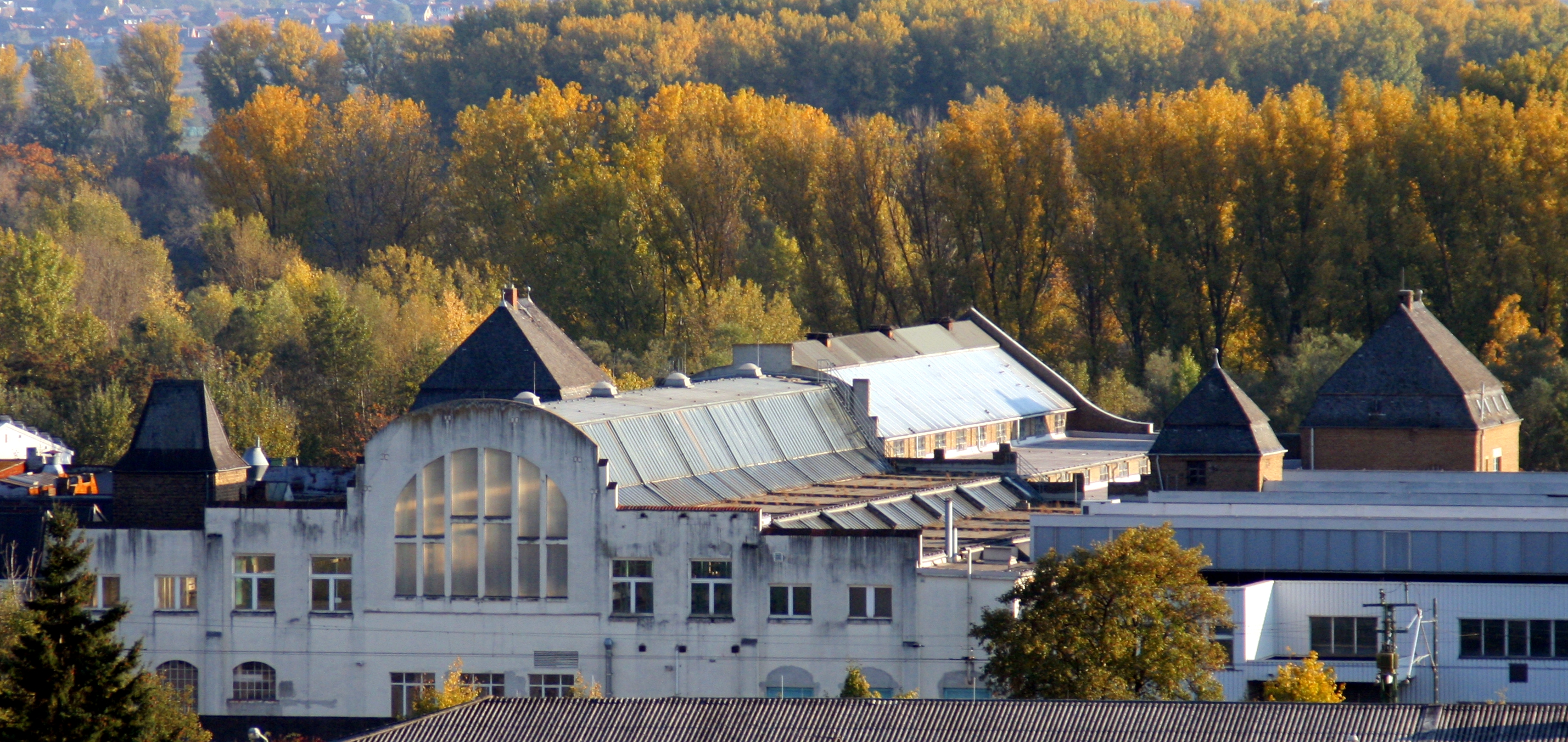
Links: Die nördliche Halle, im Anschluss die südliche

Johann Klein († 1896) und Johann Forst (1814–1879) betrieben in der Schmiede von Kleins Vater in Johannisberg-Grund zunächst eine Maschinenschlosserei, aus der 1846 die Gründung einer Maschinenfabrik für Druckmaschinen hervorging. Bereits Anfang 1847 wurde eine erste Schnellpresse für die Wiesbadener Schellenberg’sche Hofdruckerei ausgeliefert. 1850 trat der Kaufmann Johann Bohn als Teilhaber in die Firma ein, die von da an unter dem Namen Maschinenfabrik Klein, Forst & Bohn, Johannisberg firmierte. Von da an erfolgte eine stetige Entwicklung, in deren Folge in Johannisberg Maschinenhallen und weitere Arbeitsstätten entstanden. Aufgrund von Meinungsverschiedenheiten verließen Forst und Bohn 1871 die Firma.
Bereits 1875 wurde die tausendste Schnellpresse ausgeliefert, für die Arbeiter wurden eine Fabrik-Krankenkasse sowie ein Invaliden- und Pensionsfonds eingerichtet. Unter dem Namen Liliput wurde 1876 eine kleine, moderne Akzidenzmaschine auf den Markt gebracht, die schnell weltweite Verbreitung fand. Ein weiterer Verkaufsschlager wurde die Buchdruckschnellpresse Modell R.

### Maschinenfabrik Johannisberg Geisenheim
1889 wurde aufgrund des zunehmenden Platzmangels im nahegelegenen Geisenheim ein 4 ha großes Gelände erworben, verkehrsgünstig gelegen an Bahn und Landstraße, ein erster Umzug in Teilen begann ab 1892. Firmiert wurde von nun unter dem Namen Maschinenfabrik Johannisberg Klein, Forst, Bohn Nachfolger in Geisenheim a. Rh. (MJG). Dort wurden ab 1906 mit dem Bau der nördlichen Montagehalle begonnen, der 1913 der Anbau der südlichen Halle mit den beiden nachträglich gebauten Treppentürme folgte. Bis 1913 entstand so insgesamt ein modernes Werksgelände mit Werkstätten, Modellschreinerei, Schmiede, Gießerei sowie weiterer Gebäude.
Ein erster Prototyp einer neuen Tiefdruckmaschine nach dem Rollen-Rotationsprinzip wurde 1911 bei der Deutsche Photogravur AG in Siegburg erprobt. Hier wurden erstmals die Druckbögen nicht einzeln per Hand in die Maschine eingelegt, sondern kamen von der Rolle. Während des Ersten Weltkrieges verminderte sich die Belegschaft stark. 1915/16 wurde eine leistungsfähige, verstärkte Standardmaschine VORWÄRTS auf Grundlage der „Liliput“-Konstruktionspläne entwickelt, von der Liliput selbst wurden bis Kriegsende 2345 Stück weltweit verkauft.
Bei Ausbruch des Zweiten Weltkrieges 1939 wurde der Druckmaschinenbau zunächst verboten, nur für die deutsche Wehrmacht durften mobile Maschinen mit Zugmaschinen und Stromaggregaten zum Druck von Kartenmaterial gebaut werden, um direkt an der Front täglich neue Karten zu liefern. Weiteres kriegswichtiges Gerät wie Werkzeugmaschinen aller Art, aber auch Flugzeug-Zubehör sowie Granaten wurden während der kommenden Jahre gefertigt.

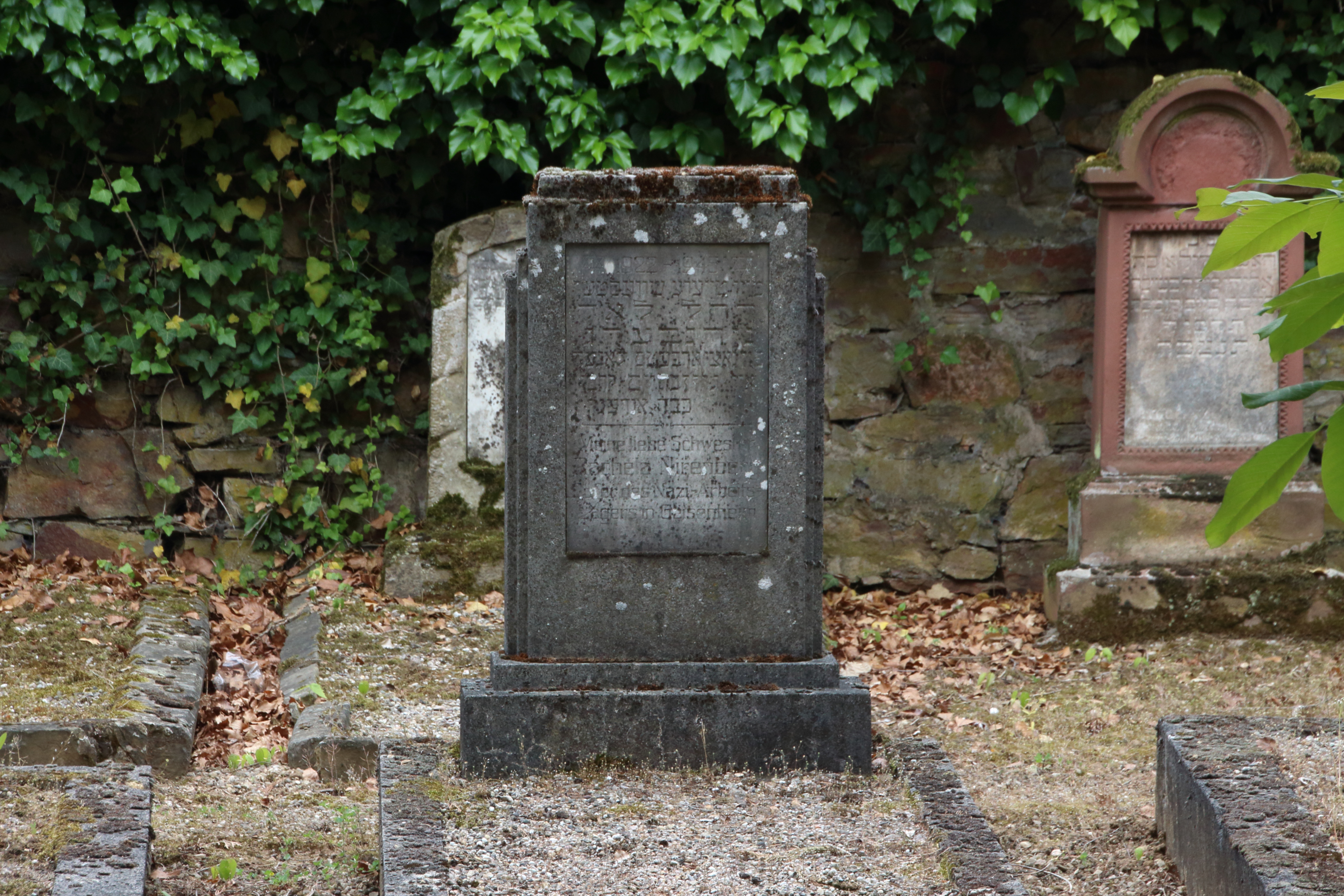
"Meine liebe Schwester Rachela Nirenberg, Opfer des Nazi-Arbeitslagers in Geisenheim" (1922–1945). Grabmal auf dem Jüdischen Friedhof Rüdesheim a. Rh.

1943 wurden 25 sowjetische Kriegsgefangene in einem firmeneigenen Lager auf dem Werksgelände einquartiert und zur Arbeit abgestellt. Ende des Jahres musste ein Teil der Werksanlage für den Rüstungskonzern Friedrich Krupp AG Essen geräumt werden. Daraus entstand die Kriegsgemeinschaft Krupp-Essen und Maschinenfabrik Johannisberg.
Um den stetig steigenden Rüstungsbedarf trotz kriegsbedingtem Arbeitermangel zu befriedigen, entstand am 26. September 1944 westlich an das Firmengelände angrenzend ein Außenlager des KZ Natzweiler-Struthof. Am 12. Dezember 1944 kamen 200 weibliche Gefangene (überwiegend polnische Jüdinnen) über Bergen-Belsen nach Geisenheim und wurden dort in Baracken untergebracht, sie sollten hauptsächlich Verschlüsse für Flak-Geschütze herstellen. Kurz vor Kriegsende wurde am 18. März 1945 das Lager geräumt und die Frauen in das Dachauer KZ-Außenlager München-Allach verbracht.
Nach Kriegsende mussten aufgrund des alliierten Besatzungsstatutes 1946 ein Teil der Fritz-Werner-Fertigung sowie die Firma PREMAG in den Werkshallen in Geisenheim aufgenommen werden. Sie übernahmen die Räume, die infolge der Auflösung der Friedrich-Krupp-AG frei geworden waren.
Am 29. Oktober 1954 konnte die Firma Fritz-Werner-Fertigung in eigene Räume in direkter Nachbarschaft umziehen, so dass endlich mehr Raum zur Verfügung stand, um die ständig wachsende Nachfrage nach Druckmaschinen zu befriedigen.

### Miller Johannisberg
1954 kam es zu einer Teilfusionierung mit dem amerikanischen Druckmaschinenhersteller Miller Printing Machinery CO, Pittsburgh. Auf der DRUPA 1962 wurde der neu entwickelte Hochleistungs-Buchdruckautomat Johannisberg 104 vorgestellt, der 19 Jahre lang in Serie gebaut wurde.
Im April 1968 übernahm die Firma Fritz Werner Industrie-Ausrüstung, die mittlerweile zur bundeseigenen Deutschen Industrieanlagen GmbH (DIAG) gehörte, die Geschäftsanteile der Maschinenfabrik Johannisberg. Der Rüstungslieferant wollte seine eigene Fertigung ausweiten, an der Druckmaschinenherstellung selbst bestand wenig Interesse. Dies hätte für Miller Pittsburgh katastrophale Folgen gehabt. Durch Gründung einer 100 %-Tochterfirma Miller Johannisberg Druckmaschinen GmbH (MJD), einer reinen Konstruktions- und Vertriebsgesellschaft ohne eigene Fertigung, wollte Miller Pittsburgh das Geisenheimer Know-how bewahren. Gleich im Anschluss wurde ein Kooperationsvertrag mit Fritz Werner über die Fertigung von Druckmaschinen vereinbart. Von da an wurden in Geisenheim Maschinen unter dem Namen Maschinenfabrik Johannisberg wie auch Miller Johannisberg gebaut, Entwicklung, Forschung, Konstruktion und Vertrieb fanden jedoch nur noch unter dem Namen Miller Johannisberg statt. 1972 verlegte Miller Johannisberg den Firmensitz nach Wiesbaden-Biebrich.

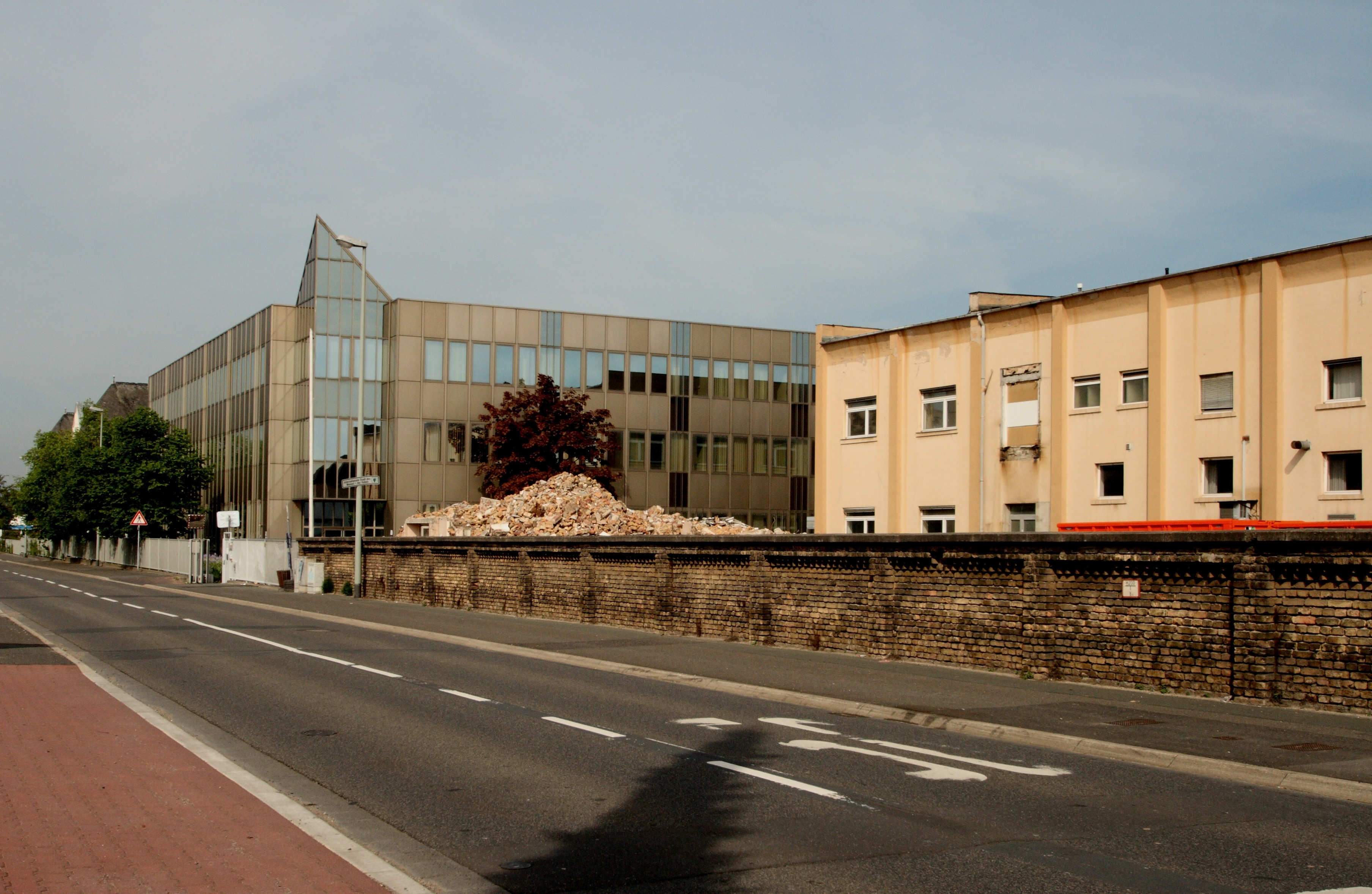
Links: Das 1988 errichtete Bürogebäude der Miller Johannisberg. Rechts: Gebäude der alten Maschinenfabrik, Abriss 2012

Am 1. Januar 1981 jedoch übernahm Fritz Werner Industrie-Ausrüstungen auch die Miller Johannisberg Druckmaschinen GmbH. Nachdem Fritz Werner mit seinen Rüstungsgeschäften immer mehr in den Blickpunkt der Öffentlichkeit geraten war, wurde versucht, die Produktion vermehrt auf zivile Güter umzustellen. Durch diesen Schritt gelangte Miller Johannisberg automatisch in den Besitz der DIAG.
1986 erzielte Miller Johannisberg etwa die Hälfte des Umsatzes der Fritz Werner GmbH. Aufgrund des großen Erfolges von Miller Johannisberg wollte sich diese ab 1987 wieder vermehrt auch um die Produktion selbst kümmern, ein Rückzug nach Geisenheim wurde notwendig. 1989 konnte dort nach Abriss einer alten Fertigungshalle ein Neubau bezogen werden, in dem neben Büroräumen ein modernes Großraum-Druckzentrum untergebracht war.

### MAN Miller
Am 20. Dezember 1989 wurde die DIAG von der MAN AG übernommen und Miller Johannisberg der MAN Roland Druckmaschinen-AG zugeführt. Firmiert wurde unter dem neuen Namen MAN Miller Druckmaschinen GmbH, wodurch gezeigt werden sollte, dass die Miller-Maschinen als Ergänzung und nicht als Konkurrenz zu den Roland-Maschinen stehen sollten. Zusätzlich bot sich für MAN Roland die Möglichkeit, in Geisenheim freie Produktionskapazitäten für den Bau eigener Maschinen zu nutzen. Der bisherige Teil des Firmennamens Johannisberg wurde gelöscht.
2006 verlegte MAN Roland die Produktionsstätte endgültig nach Offenbach am Main. Damit fand eine langjährige Maschinenbau-Tradition in Geisenheim ihr Ende.